# Järvepää
Koordinaten: 57° 57′ N, 27° 29′ O
Järvepää ist ein Dorf (estnisch küla) im Südosten Estlands. Es gehört zur Landgemeinde Setomaa im Kreis Võru (bis 2017 Mikitamäe im Kreis Põlva).

## Einwohnerschaft und Lage
Das Dorf hat dreizehn Einwohner (Stand 31. Dezember 2011). Westlich des Dorfkerns liegt der Fluss Mädajõgi. Er durchfließt den 13,6 Hektar großen See Järvepää järv.